# James Harding (Komponist)
James Harding, auch James Harden (* um 1550; begraben 28. Januar 1626 in Isleworth) war ein englischer Flötist und Komponist.

## Leben
Er wurde am 22. Mai 1875 als Flötist an den englischen Hof berufen. Diese Stellung hatte er bis zu seinem Tod inne. Auch sein Sohn Edward Harding wurde Hofmusiker. In den 1590er Jahren zog die Familie aus der Pfarrei Church of Holy Trinity, Minories nach Isleworth.

## Werke (Auswahl)
Von James Harding sind nur wenige Werke erhalten, die ihn aber als versierten Komponisten ausweisen. Bekannt ist eine Galiarda, die von William Byrd transkribiert im Fitzwilliam Virginal Book aufgenommen wurde.
- Galiarda, eingespielt von Sophie Yates (Virginal) und bei Chandos Records auf der CD English Virginals Music am 23. Mai 1995 veröffentlicht
- Almanda
  - für Blockflötensextett transkribiert, anhand einer Ausgabe von Thurston Dart für Cembalo von J. D Cousen OCLC 500660269
- A Fancy
  - eingespielt von Quartetto con Affetto und beim Label Animato auf der CD Quartetto con Affetto – Mit 4 Flöten durch 4 Jahrhunderte am 1. Januar 1999 veröffentlicht
  - eingespielt von The Royal Wind Music unter der Leitung von Paul Leenhouts und beim Label Lindoro auf der CD Sweete Musicke of Sundrie Kindes – English consort music from the 16th and 17th century am 24. November 2014 veröffentlicht
- Two fantasies a 4 [Zwei Fantasien für vier Instrumente]
  - publiziert in der London Pro Musica Edition, 1998 OCLC 53132795